# Skyline-Ganipa, Novi Meksiko
Skyline-Ganipa je popisom određeno mjesto u okrugu Ciboli u američkoj saveznoj državi Novom Meksiku. Prema popisu stanovništva SAD 2010. ovdje su živjela 1224 stanovnika. 

## Zemljopis
Nalazi se na 35°1′58″N 107°36′50″W / 35.03278°N 107.61389°W (35.037522, -107.623838), Prema Uredu SAD-a za popis stanovništva, zauzima 15,9 km2 površine, sve suhozemne.
Nalazi se na zemljištu Acoma Puebla, na izdignutom zemmljištu južno od doline Cestom je 8 km južno od Međudržavne ceste br. 40; okružno sjedište Grants je 27 km sjeverozapadno.

## Stanovništvo
Prema podatcima popisa 2010. ovdje su bila 1224 stanovnika, 298 kućanstava od čega 265 obiteljskih, a stanovništvo po rasi bili su 0,6% bijelci, 0,2% "crnci ili afroamerikanci", 97,4% "američki Indijanci i aljaskanski domorodci", 0,0% Azijci, 0,0% "domorodački Havajci i ostali tihooceanski otočani", 0,3% ostalih rasa, 1,5% dviju ili više rasa. Hispanoamerikanaca i Latinoamerikanaca svih rasa bilo je 2,0%.

## Prosvjeta
Svim javnim školama upravlja ustanova Škole okruga Grants/Cibola.